# باربارا هاتن
 باربارا وولورث هاتن (انگلیسی: Barbara Hutton؛ ۱۴ نوامبر ۱۹۱۲ – ۱۱ مهٔ ۱۹۷۹) یک میلیاردر اهل ایالات متحده آمریکا بود. وی بین سال‌های ۱۹۳۳ تا ۱۹۷۹ میلادی فعالیت می‌کرد.